# Castrén-Denkmal

Castrén-Denkmal

Das Castrén-Denkmal ist ein Denkmal zur Erinnerung an den finnischen Ethnologen und Philologen Matthias Alexander Castrén in Helsinki in Finnland.

## Lage
Das Denkmal befindet sich auf der Nordseite der Straße Aurorankatu in der Innenstadt von Helsinki. Etwas weiter nördlich liegt das Finnische Nationalmuseum.

## Gestaltung und Geschichte
Das Castrén-Denkmal wurde vom Bildhauer Alpo Sailo geschaffen und im Jahr 1921 aufgestellt. Es zeigt auf einem hohen schmalen Sockel eine aus Bronze gefertigte, Castrén darstellende Büste.
Auf dem Sockel befindet sich als Inschrift der Name M.A. Castrén und darunter ein Text kurzer Text in finnischer Sprache:
suomen kansa

suomen suvun

tutkimuksen

perustajalle
Ins Deutsche übertragen bedeutet der Text etwa: Finnische Leute, Finnische Familie, Begründer der Forschung.